# Арборетум Абьетине
Арборетум л'Абьетине (фр. Arboretum de l'Abiétinée) — дендрарий в стиле арт-нуво, расположенный в северо-восточном пригороде Нанси Мальзевиле. Основан в 1902 году садоводческим обществом Шотта под влиянием Эмиля Галле, основателя декоративного направления модернизма школы Нанси. 
Арборетум занимает 1,5 га. Здесь растут 277 вида растений из 25 родов, в том числе:
- Жимолость Маака
- секвойи
- кедры
- альпийские растения